# Auguste von Sachsen-Meiningen

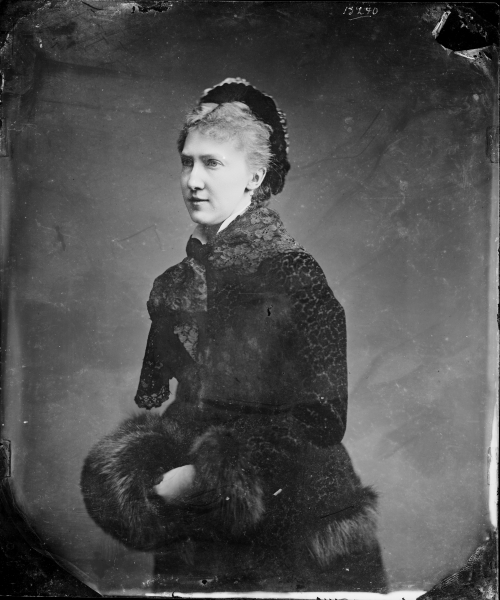
Auguste von Sachsen-Meiningen

Auguste Luise Adelheid Karoline Ida von Sachsen-Meiningen (* 6. August 1843 in Meiningen; † 11. November 1919 in Altenburg) war eine deutsche Adelige. Sie war die Mutter von Ernst II., Herzog von Sachsen-Altenburg.

## Leben
Auguste wurde als einzige Tochter von Bernhard II., Herzog von Sachsen-Meiningen, und seiner Frau Prinzessin Marie von Hessen-Kassel geboren. Damit entstammte Auguste dem Haus Sachsen-Meiningen. Ihr Bruder Georg, der 17 Jahre älter war, trat 1866 die Nachfolge des Vaters an.
Augustes Großeltern waren Georg I., Herzog von Sachsen-Meiningen, Prinzessin Luise Eleonore zu Hohenlohe-Langenburg, Wilhelm II., Kurfürst von Hessen, und Prinzessin Auguste von Preußen.
Trotz des Altersunterschiedes hatte sie ein gutes Verhältnis zu ihrem Bruder. Er war ein großer Theaterliebhaber.

## Ehe und Nachkommen
Am 15. Oktober 1862 heiratete Auguste Prinz Moritz von Sachsen-Altenburg in Meiningen. Er war vierzehn Jahre älter als sie und war ein jüngerer Sohn von Georg, Herzog von Sachsen-Altenburg, und Marie Luise von Mecklenburg-Schwerin. Sie hatten fünf Kinder:
- Marie Anna (* 14. März 1864; † 3. Mai 1918) heiratete am 16. April 1882 Georg zu Schaumburg-Lippe.
- Elisabeth Auguste Marie Agnes (* 25. Januar 1865; † 24. März 1927) heiratete am 27. April 1884 Großfürst Konstantin Konstantinowitsch von Russland. Nach ihrer Heirat wurde sie russisch-orthodox getauft und nahm den Namen Jelisaweta Mawrikijewna an.
- Margarete Marie Agnes Adelheid Karoline Friederike (* 22. Mai 1867; † 17. Juni 1882)
- Ernst II., Herzog von Sachsen-Altenburg (* 31. August 1871; † 22. März 1955) heiratete am 17. Februar 1898 Prinzessin Adelheid zu Schaumburg-Lippe
- Luise Charlotte Marie Agnes (* 11. August 1873; † 14. April 1953) heiratete am 6. Februar 1895 Prinz Eduard von Anhalt. Sie wurden 1918 geschieden, kurz bevor er Herzog von Anhalt wurde.